# 上龍田駅
上龍田駅（サンニョンジョンえき、상룡전역）は朝鮮民主主義人民共和国咸鏡北道明澗郡に位置する朝鮮民主主義人民共和国鉄道省平羅線の駅である。上龍蟠駅とも呼ばれる。

## 歴史
- 1929年6月15日：開業[1]。